# Spoorlijn Marcoing - Masnières
De Spoorlijn Marcoing - Masnières was een Franse spoorlijn van Marcoing naar Masnières. De lijn was 2,4 km lang en heeft als lijnnummer 249 000.

## Geschiedenis
De lijn werd aangelegd door de Compagnie des chemins de fer de Picardie et des Flandres en geopend op 1 mei 1880. Reizigersverkeer werd opgeheven op 1 juli 1939, goederenverkeer heeft nog plaatsgevonden tot 2 juni 1991, daarna is de lijn opgebroken.

## Aansluitingen
In de volgende plaatsen was er een aansluiting op de volgende spoorlijn:
Marcoing
RFN 259 000, spoorlijn tussen Saint-Just-en-Chaussée en Douai